# Nationalpark Hainich
Der Nationalpark Hainich, der am 31. Dezember 1997 gegründet wurde, ist der 13. Nationalpark Deutschlands und der einzige in Thüringen. Eines der wichtigsten Ziele des 7500 Hektar großen Parks ist der Schutz des heimischen Buchenwaldes. Seit dem 25. Juni 2011 zählt der Nationalpark Hainich zum UNESCO-Weltnaturerbe Buchenurwälder und Alte Buchenwälder der Karpaten und anderer Regionen Europas.
4875 ha in der Kernzone des Nationalparks gehören zu den von der European Wilderness Society zertifizierten WILDForest-Gebieten.

## Geographie
Der 75 km² große Park befindet sich im Westen des Bundeslandes Thüringen östlich der Werra und ist Teil des Naturparkes Eichsfeld-Hainich-Werratal. Er liegt im Städtedreieck Eisenach–Mühlhausen–Bad Langensalza im Süden des etwa 160 km² großen Hainich, des größten zusammenhängenden Laubwaldgebiets Deutschlands.

## Flora und Fauna
Der Hainich verfügt über ein breites Spektrum von Buchenwaldgesellschaften, in denen neben der Rotbuche auch zahlreiche andere Laubbaumarten wie Eschen, Ahorne, Linden und die seltene Elsbeere vorkommen. Zudem kommen Pilze und große Bestände an Frühlingsblühern wie Märzenbecher, Leberblümchen und Buschwindröschen vor.
Innerhalb der Fauna des Hainichs sind die Europäische Wildkatze, 15 Fledermausarten, sieben Spechtarten und mehr als 500 holzbewohnende Käferarten besonders nennenswert.

## Zweck des Nationalparks

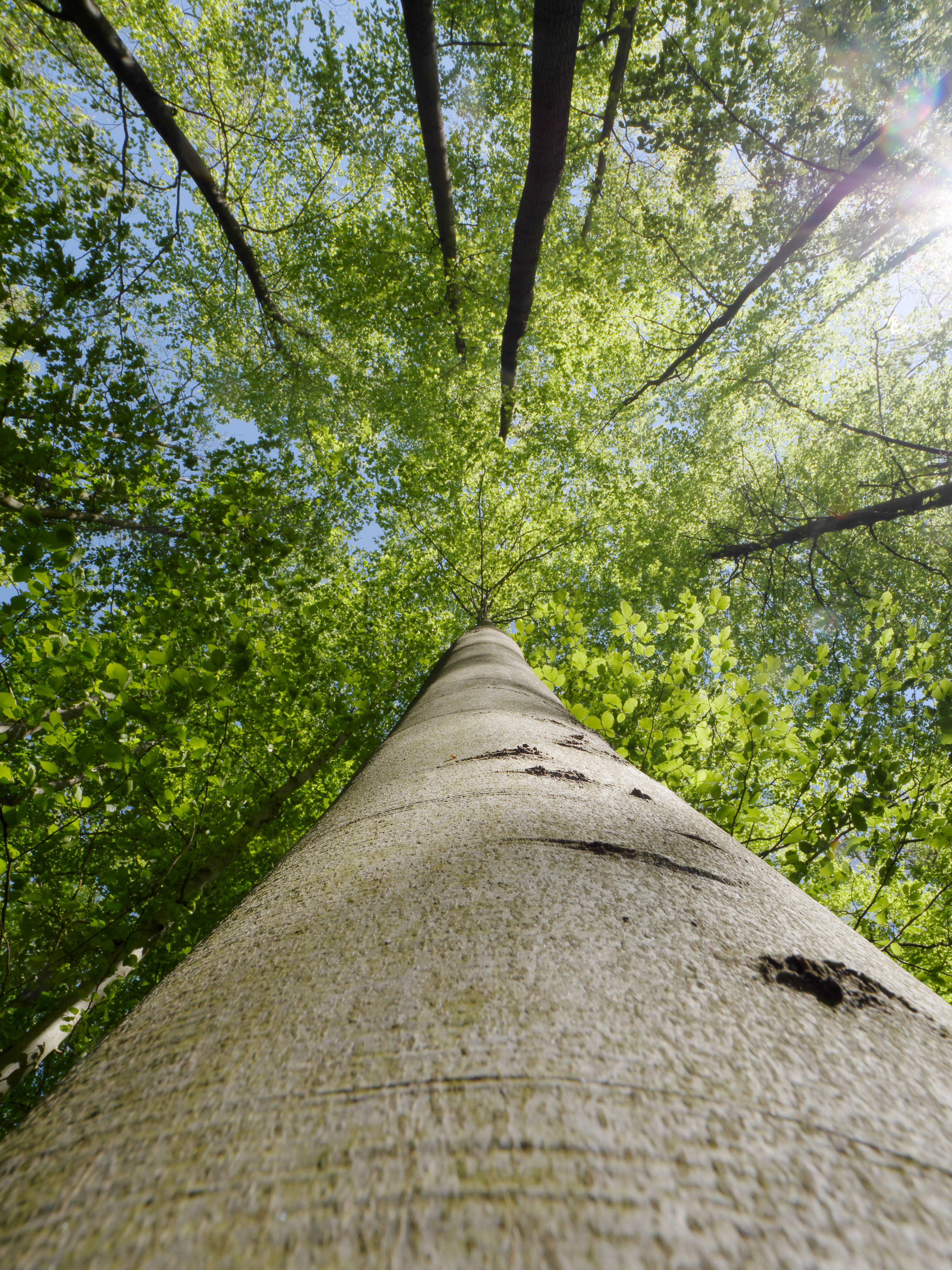
Alte Buche im Weltnaturerbe Hainich

Im Nationalpark Hainich soll wieder ein mitteleuropäischer Urwald entstehen, in dem man der Natur freien Lauf lässt und die Flächen nicht bewirtschaftet. Aktuell umfasst dieser Nationalpark auf dem Gebiet ehemaliger Truppenübungsgebiete mit etwa 50 km² die größte nutzungsfreie Laubwaldfläche Deutschlands. Zukünftig wird der Buchenwald sich auf den meisten Flächen durchsetzen. Damit wird eine wichtige Forderung des internationalen Naturschutzes erfüllt, da so ein typischer Lebensraum Mitteleuropas endlich geschützt werden kann. Bestärkt wird die Umsetzung durch eine Vergrößerung der Kernzone von 29 auf 75 Prozent im Juli 2009.

## Besonderheiten

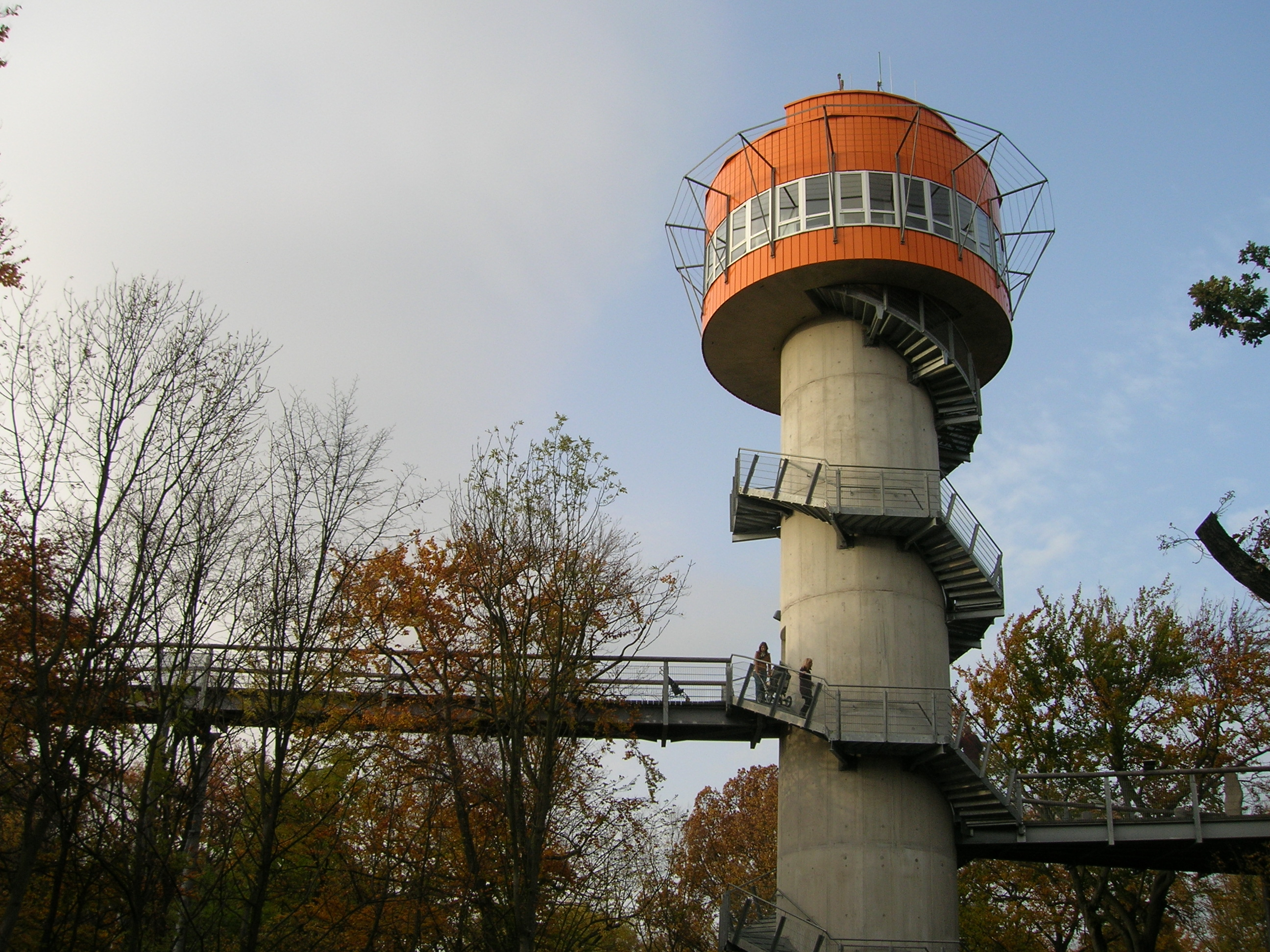
Turm des Baumkronenpfades

### Osten und Zentrum
Im Ostteil des Nationalparks befindet sich das Forsthaus Thiemsburg. Seit August 2005 kann man auf einem 310 Meter langen Baumkronenpfad knapp unterhalb der Baumspitzen die Kronenregion eines Waldes in Augenschein nehmen (im Mai 2009 auf 530 Meter verlängert). Die Universität Göttingen betreibt seit einigen Jahren in diesem Waldgebiet geobotanische Baumkronenforschung. Dieser Baumkronenpfad war erst der zweite in Deutschland und ermöglicht es Wissenschaftlern und Besuchern, sich über neue Erkenntnisse der Botanik zu informieren. Bekannt sind solche Wipfelpfade bereits im tropischen Regenwald, etwa Costa Ricas.
(51° 4′ 59,6″ N, 10° 30′ 24,2″ O)

### Süden
Den Südteil des Nationalparks nimmt ein weiträumiges Gebiet ein, das für die Erfordernisse des Truppenübungsplatzes Anfang der 1980er Jahre abgeholzt wurde und später forstlich ungenutzt blieb; nur einzelne, ortsnahe Freiflächen durften beweidet werden. Inzwischen kann dieses Gelände auf den ausgewiesenen Routen wieder begangen werden. Besucher finden hier als Besonderheit einen bereits zwanzig Jahre alten Jungwald vor. Der im Juni 2011 eröffnete Aussichtsturm Hainichblick am Generalshügel ermöglicht einen umfassenden Blick über das Gebiet. (51° 2′ 15,7″ N, 10° 26′ 11,3″ O)

### Westen
Auf dem Harsberg bei Lauterbach wurde im Jahr 2006 das Urwald-Life-Camp eröffnet, es bietet zahlreiche Angebote für Schulklassen und Jugendliche.
(51° 4′ 26,4″ N, 10° 22′ 38,2″ O)

### Norden
Seit März 2009 besteht im Bereich der Hünenburg – Hünenteich
ein „Germanischer Kultpfad“. Hierbei handelt es sich um Nachbildungen von Heiligtümern, die bei Ausgrabungen im Opfermoor bei Niederdorla entdeckt worden sind. (51° 6′ 39,6″ N, 10° 27′ 8,2″ O)

## Mobilität
Die Kooperation „Fahrtziel Natur“ wird gemeinsam von den drei großen Umweltverbänden BUND, NABU und VCD sowie der Deutschen Bahn getragen. Partner der Kooperation sind 23 Natur-Gebiete, darunter der Nationalpark Hainich. Alle gemeinsam setzen sich für umweltverträgliches Reisen in den Naturlandschaften ein.
Die „Welterberegion Wartburg Hainich“ ist nahtlos an das Regional- und Fernverkehrsnetz der Deutschen Bahn angebunden. Die Bahnhöfe Eisenach, Bad Langensalza und Mühlhausen sind von ganz Deutschland aus gut erreichbar. Eisenach wird von mehreren ICE- bzw. IC-Linien im 1- oder 2-Stunden-Takt angefahren.
Das Liniennetz der Verkehrsgesellschaften soll ein bequemes und schnelles Vorankommen ermöglichen. So verbindet der Hainichbus (Linie 150) täglich Eisenach mit Bad Langensalza. Der Nationalparkbus (Linie 154) verkehrt als Rufbus zwischen Mühlhausen, den Ortschaften am Ostrand des Nationalparks und der Thiemsburg. Der Kulturerlebnisbus (Linie 160) verbindet Eisenach mit Mühlhausen über die Ortschaften auf der Westseite des Nationalparks.

## Fotos

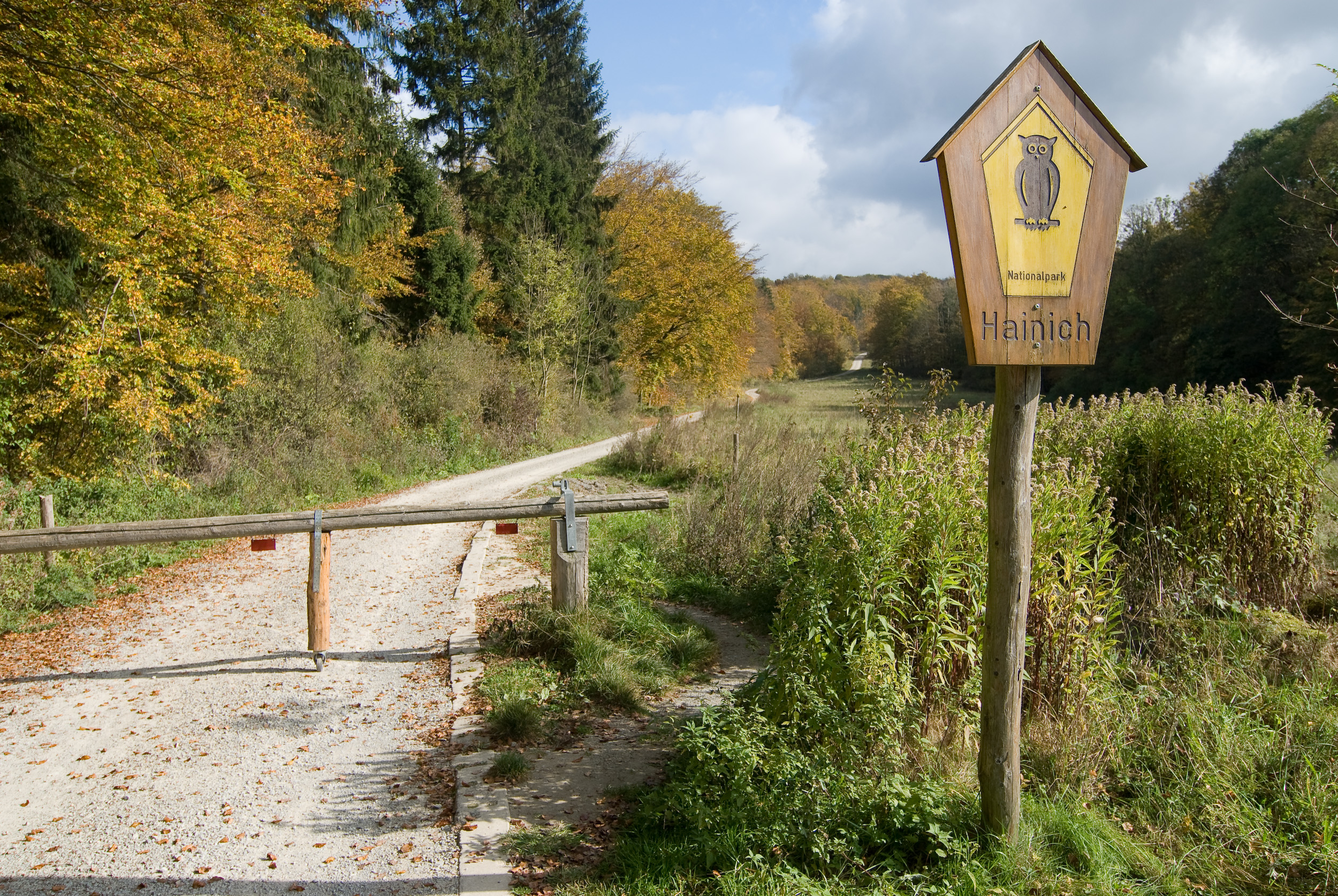
Eingang zum Nationalpark Hainich in Lauterbach
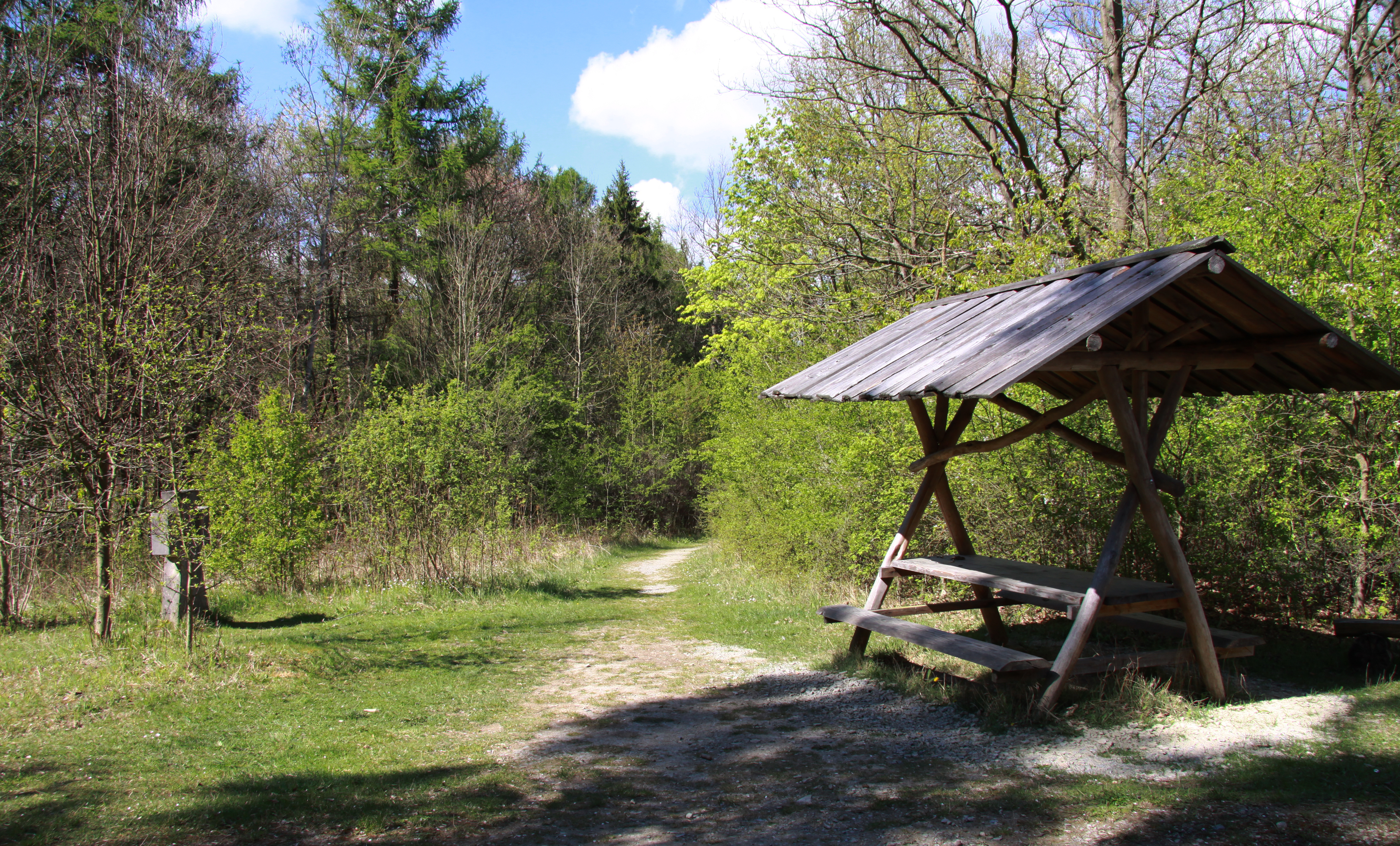
Nationalpark Hainich-Erlebnispfad Feensteig
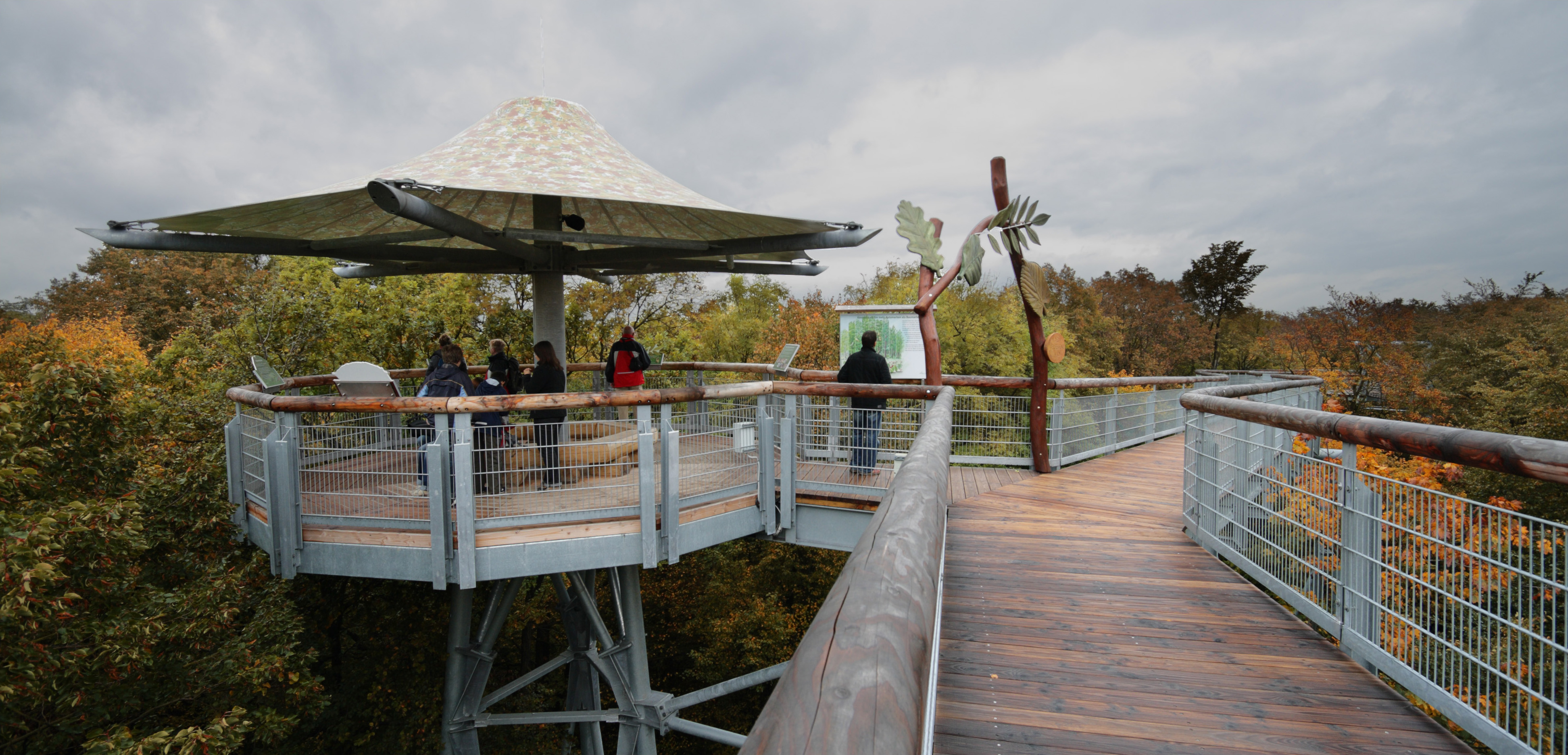
Auf dem Baumkronenpfad
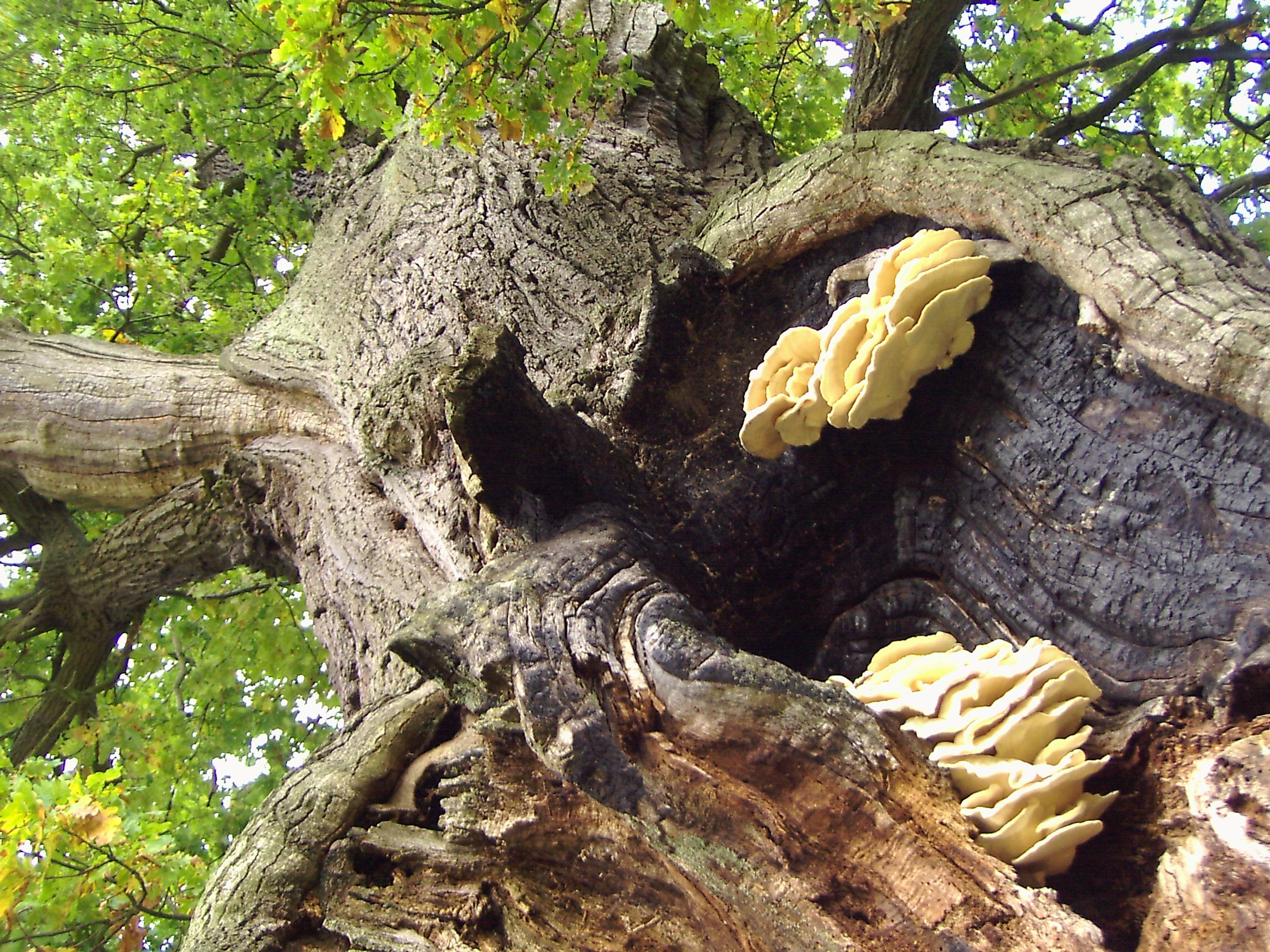
Baumpilze
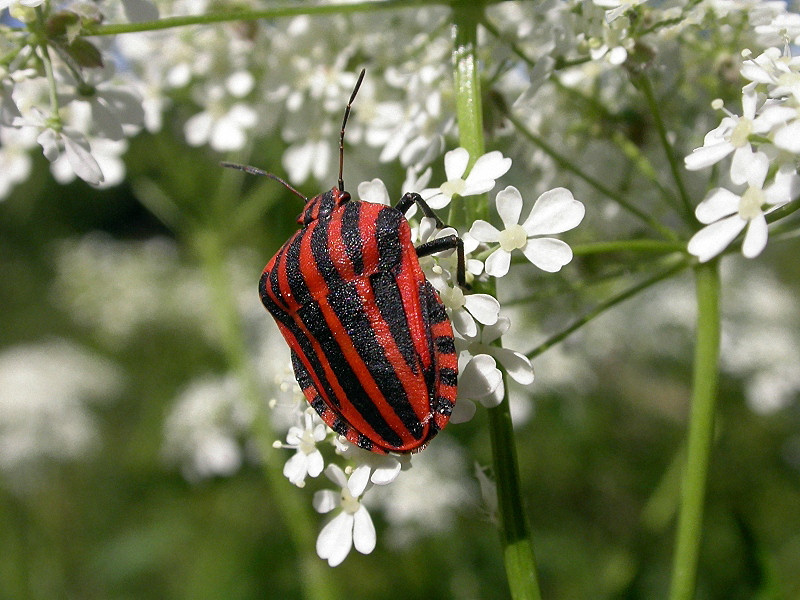
Streifenwanze (Graphosoma lineatum)
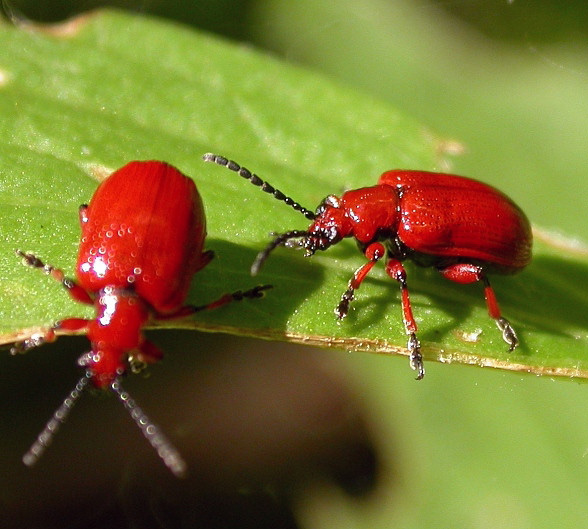
Maiglöckchenhähnchen (Lilioceris merdigera)
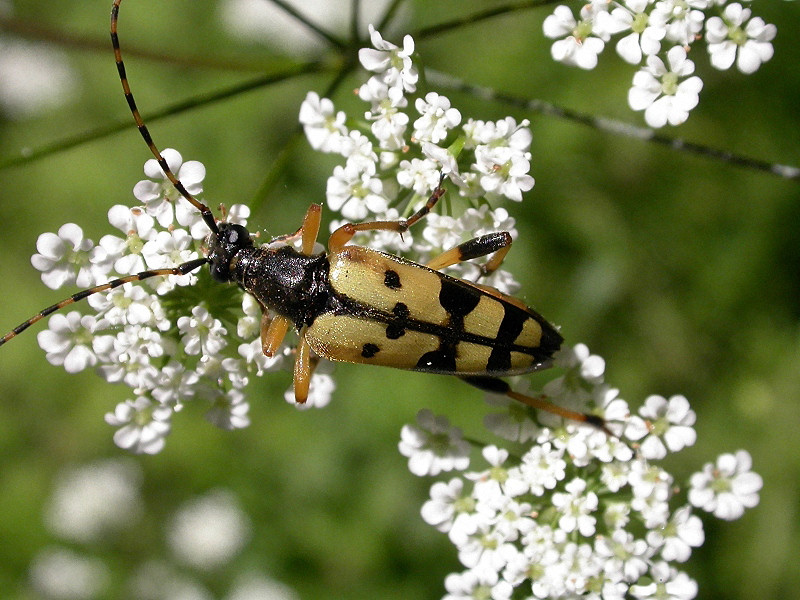
Gefleckter Schmalbock (Rutpela maculata)
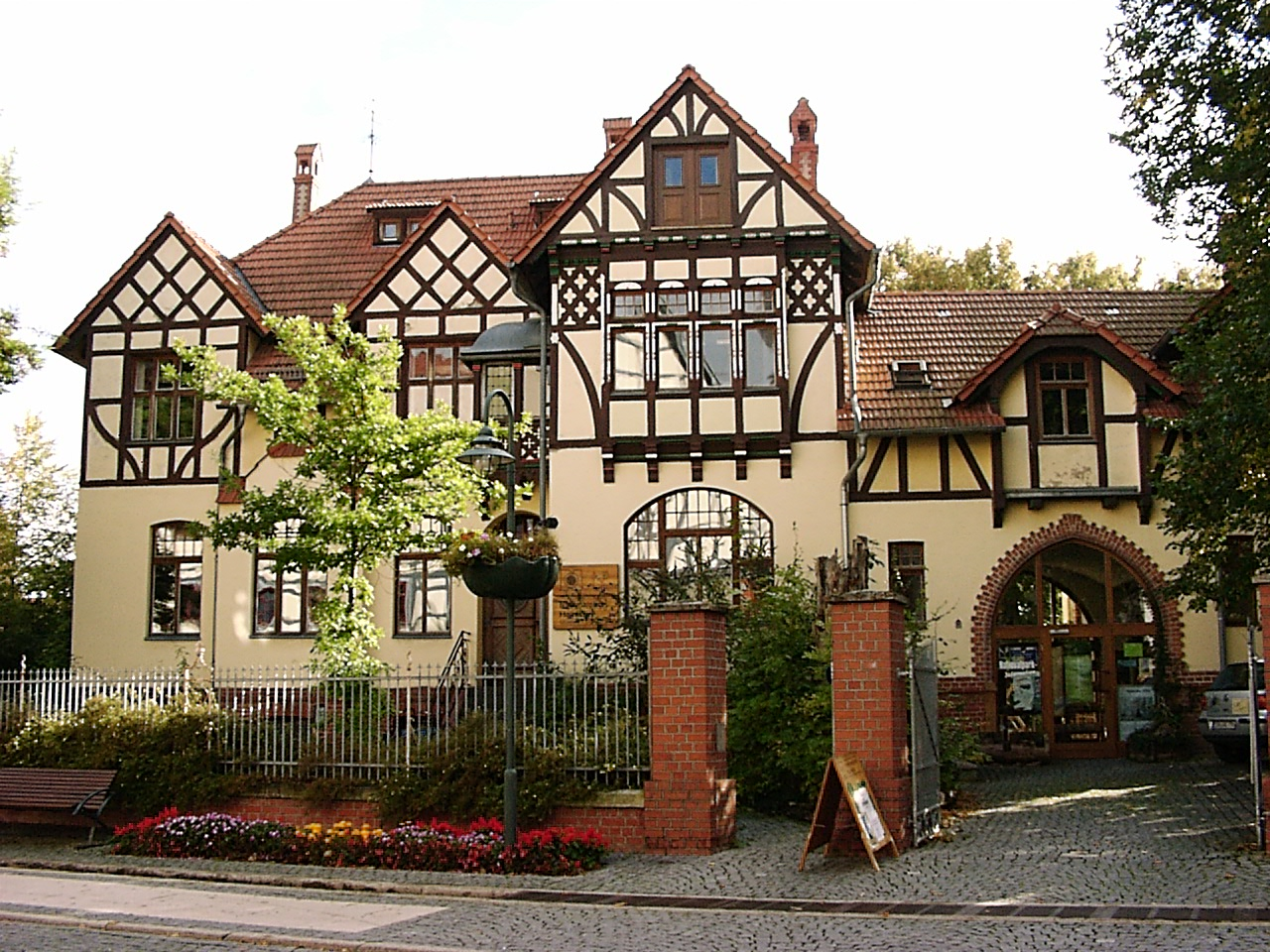
Verwaltungsgebäude des Nationalpark Hainich in Bad Langensalza
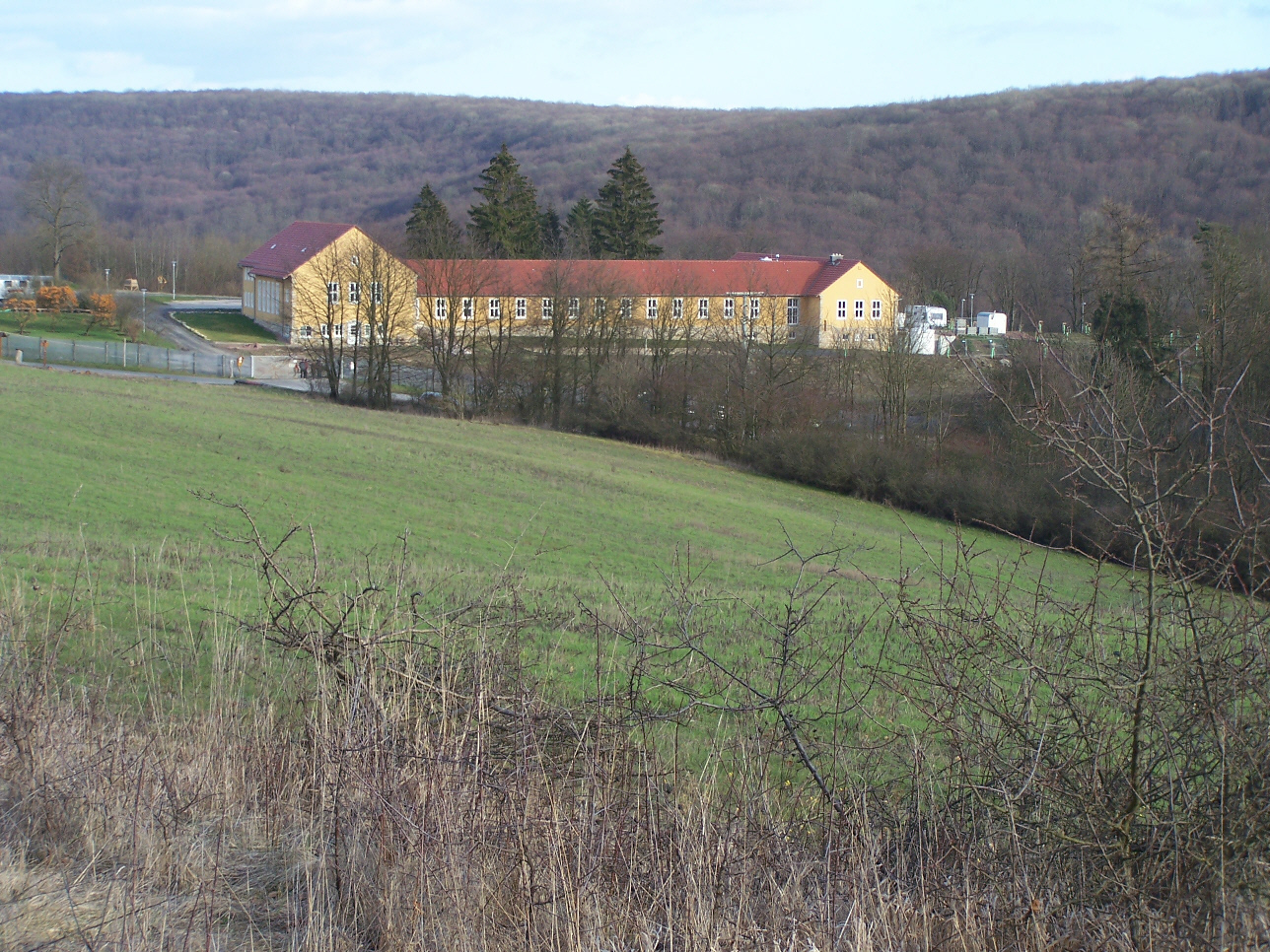
Jugendherberge auf dem Harsberg
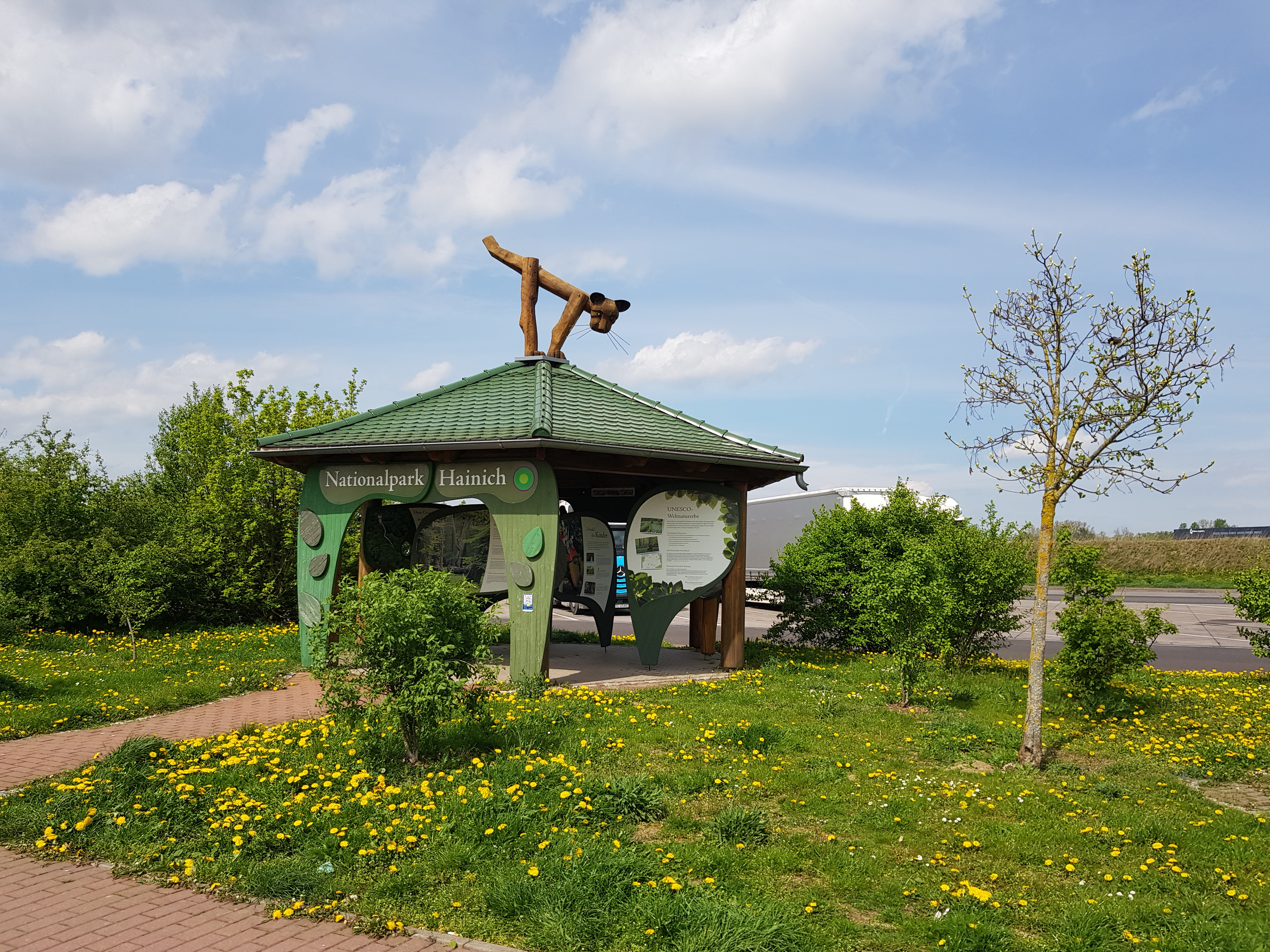
Informationspavillon "Nationalpark Hainich" auf dem Parkplatz "Hainich" der BAB 4 nördlich von Eisenach in Thüringen. Auf dem Dach das Pavillons eine Wildkatze, das Symboltier des Nationalparks.

## Dokumentationen
- Nationalpark Hainich: ein Urwald in der Mitte Deutschlands. Dokumentarfilm, 30 Min., Deutschland, 1999, von Peter und Stefan Simank, Produktion: Simank-Filmproduktion, Dresden.
- Buchenurwälder. Die letzten Zeugen. Schätze der Welt. Erbe der Menschheit, SWR (bis min. 7:52)